# تپه دورت بولاغ
تپه دورت بولاغ مربوط به دوران‌های تاریخی پس از اسلام است و در شهرستان هشترود، بخش مرکزی، روستای قره بولاغ واقع شده و این اثر در تاریخ ۱۱ مرداد ۱۳۸۴ با شمارهٔ ثبت ۱۲۶۴۴ به‌عنوان یکی از آثار ملی ایران به ثبت رسیده است.